# Horní Datyně
Horní Datyně (deutsch Ober Dattin, polnisch Datynie Górne) ist ein östlicher Stadtteil von Vratimov in Tschechien.

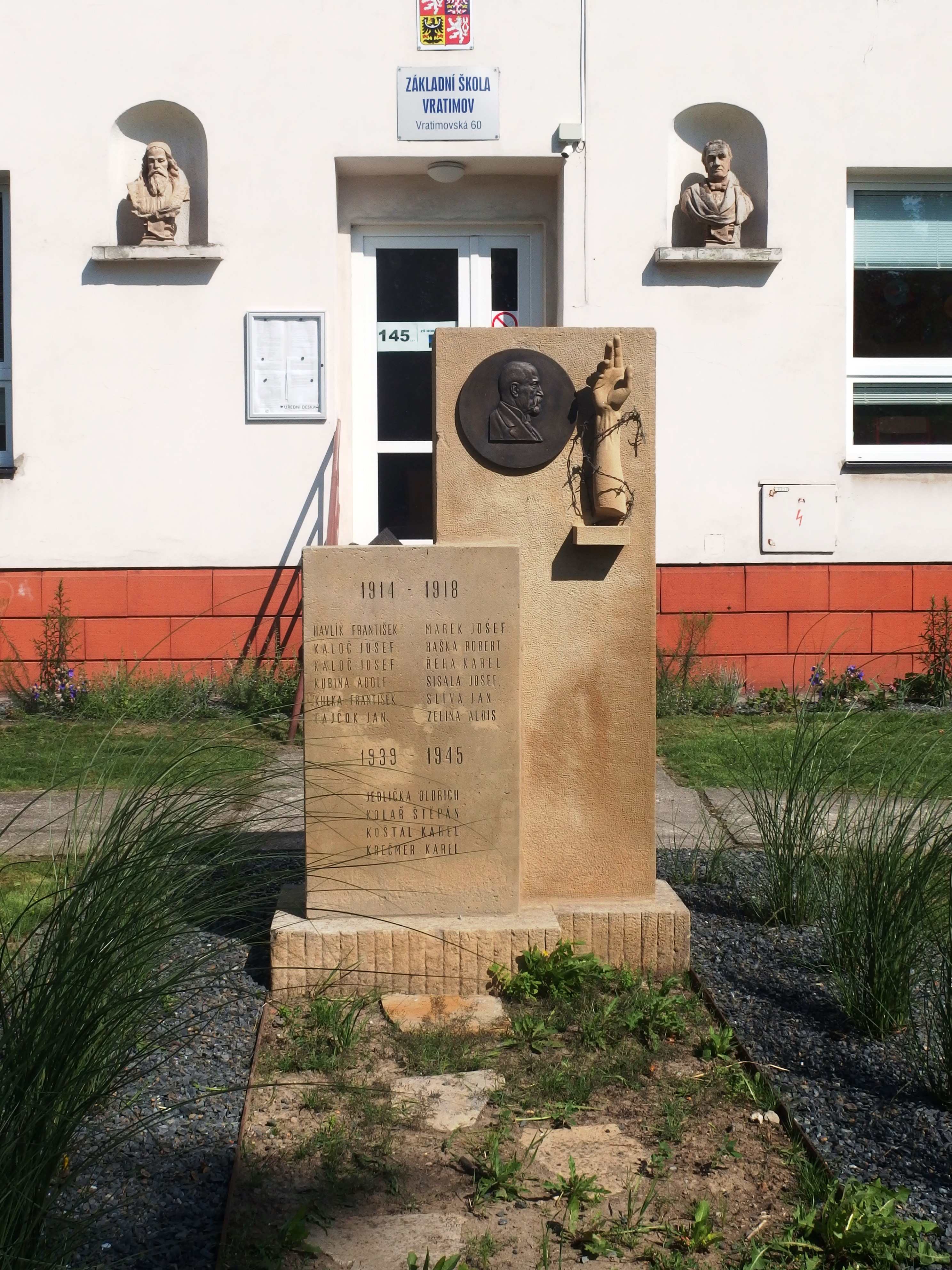
Weltkriege-Denkmal in Horní Datyně

## Geschichte
Das Dorf Datynia bzw. Datyń im Herzogtum Teschen wurde im Jahr 1577 als z Datynie erstmals urkundlich erwähnt. Es handelte sich jedoch um das heutige Dolní Datyně (Nieder Dattin), einem Stadtteil von Havířov 2 Kilometer im Osten, hinter Václavovice und dem Hügel (303 m) und Wald Babčok, während erste Erwähnungen des heutigen Horní Datyně aus der zweiten Hälfte des 17. Jahrhunderts kommen, z. B. na Datyni im Jahr 1683. Die namentliche Unterscheidung mit den Zusätzen Nider Datina und Ober Datina tauchte im Jahr 1724 auf. Der ursprünglich singulare besitzanzeigende Name Datynia (feminin) oder Datyń (maskulin) war vom Personennamen Dat oder Data (vergleiche altpolnische Namen Miłodat und Dat(e)k) mit dem Suffix -yń/-ynia abgeleitet. Die plurale Form Datyně/Datynie bezeichnete zunächst im 17. Jahrhundert insgesamt beide Dörfer, aber etablierte sich danach auch für einzelne Orte, nachdem sie mit den Adjektiven Nieder und Ober unterschieden wurden. In der örtlichen mährlisch-lachischen Mundart wurde der Ortsname datynie horni/gorni (nach K. Nitsch, einem polnischen Linguisten im Jahr 1909 Datyńe Gorńi, v Gorńix Datyń) ausgesprochen, obwohl die Aussprache mit fehlender Spirantisierung g ≥ h eher mit den polnisch-schlesischen Teschener Mundarten verbunden ist, die in Nieder Dattin gesprochen wurden.
1662 war es mit Václavovice eine eigene Herrschaft der Familie Sobek von Kornic, die 1666 an die Familie Skrbenský z Hříště verkauft wurde. An der Wende des 19. Jahrhunderts wurde eine Kapelle errichtet.
In der Beschreibung Teschener Schlesiens von Reginald Kneifl im Jahr 1804 war Dattin (Ober) ein Dorf der Herrschaft Schönhof im Teschner Kreis, am Bach Pluchowka. Das Dorf hatte 35 Häuser mit 231 Einwohnern schlesisch-mährischer Mundart, die in die Pfarrei in Rattimow eingepfarrt waren. Nach der Aufhebung der Patrimonialherrschaften wurde es zu einer Gemeinde in Österreichisch-Schlesien, Gerichtsbezirk Friedek bis 1901 im Bezirk Teschen, dann im Bezirk Friedek. Das Dorf hatte nach den Volkszählungen in den Jahren 1880 bis 1910 zwischen 655 und 969 Einwohner, überwiegend tschechischsprachigen Römisch-Katholiken,, die sich Lachen nannten. Im Jahr 1910 gab es auch 127 (13,1 %) Protestanten, die im überwiegend polnischsprachigen Nieder Dattin über 85 % Mehrheit ausmachten. In den Jahren 1911 bis 1937 war eine Schmiede von Josef Borový im Ort tätig.
Nach dem Zusammenbruch Österreich-Ungarns Ende 1918 wurde Horní Datyně ein Teil der Tschechoslowakei. Ab 1939 im Protektorat Böhmen und Mähren. Horní Datyně wurde nach dem Zweiten Weltkrieg nach Vratimov eingemeindet.